# Pierre-Amédée Brouillet
Pierre-Amédée Brouillet, né à Charroux (Vienne) le 6 septembre 1826 et mort à Rochecorbon (Indre-et-Loire) le 12 février 1901, est un sculpteur, archéologue, professeur et conservateur de musée français.

## Biographie
Pierre-Amédée Brouillet est né à Charroux (Vienne) le 6 septembre 1826. Il est d'abord élève d'Honoré Hivonnait à l'école municipale de Poitiers, puis vient à Paris et entre, en 1842, dans l'atelier du peintre François Édouard Picot. Ses études terminées, il retourne à Poitiers où il s'installe définitivement. Il expose au Salon, de 1866 à 1875, plusieurs statues en plâtre dont il fit don au musée Sainte-Croix de Poitiers. Dans cette ville, on lui doit la décoration de quelques monuments et plusieurs bustes. Il exécute des travaux de sculpture en pierre dans des églises du département de la Vienne et orne de peintures l'église de Notre-Dame-la-Grande, la chapelle de l'Hôpital général, la chapelle Saint-Cybard et le réfectoire des frères de l'École chrétienne.
L'État a commandé à l'artiste les bustes de Dalayrac et de Gay-Lussac conservés à Paris, le premier au Conservatoire de musique et de danse, et le second à l'École normale supérieure.
Le 21 juillet 1881, il est nommé conservateur du musée Sainte-Croix de Poitiers et, un an après, il est devient directeur de l'école municipale de dessin. Il est l'auteur du catalogue du musée de la ville (1884).
Archéologue, membre de la Société des Antiquaires de l'Ouest, à Poitiers, il a écrit avec son père André Henri, L'Indicateur archéologique de l'arrondissement de Civrai, publié en 1865, dans lequel il décrit les monuments de cet ancien arrondissement de Civray (Vienne). Ses gravures sont remarquables.
Il fouille également des dolmens, tumulus et grottes préhistoriques, en particulier les grottes du Chaffaud à Savigné (Vienne), où son père avait trouvé le premier os gravé reconnu comme étant l’œuvre de « l'Homme antédiluvien ». Il s'agit des "biches du Chaffaud", conservé à Saint-Germain-en-Laye au musée d'Archéologie nationale. Avec son collaborateur, A. Meillet, ses recherches sont décrites dans Les Époques antédiluvienne et celtique du Poitou, édité en 1865. Cette même année, il publie, seul, « Les Époques antéhistorique et celtique du Poitou », dans les Mémoires de la Société des Antiquaires de l'Ouest.
Il est le père du peintre André Brouillet (1857-1914).
Il meurt à Rochecorbon (37) le 12 février 1901.

## Œuvres

### Sculpture

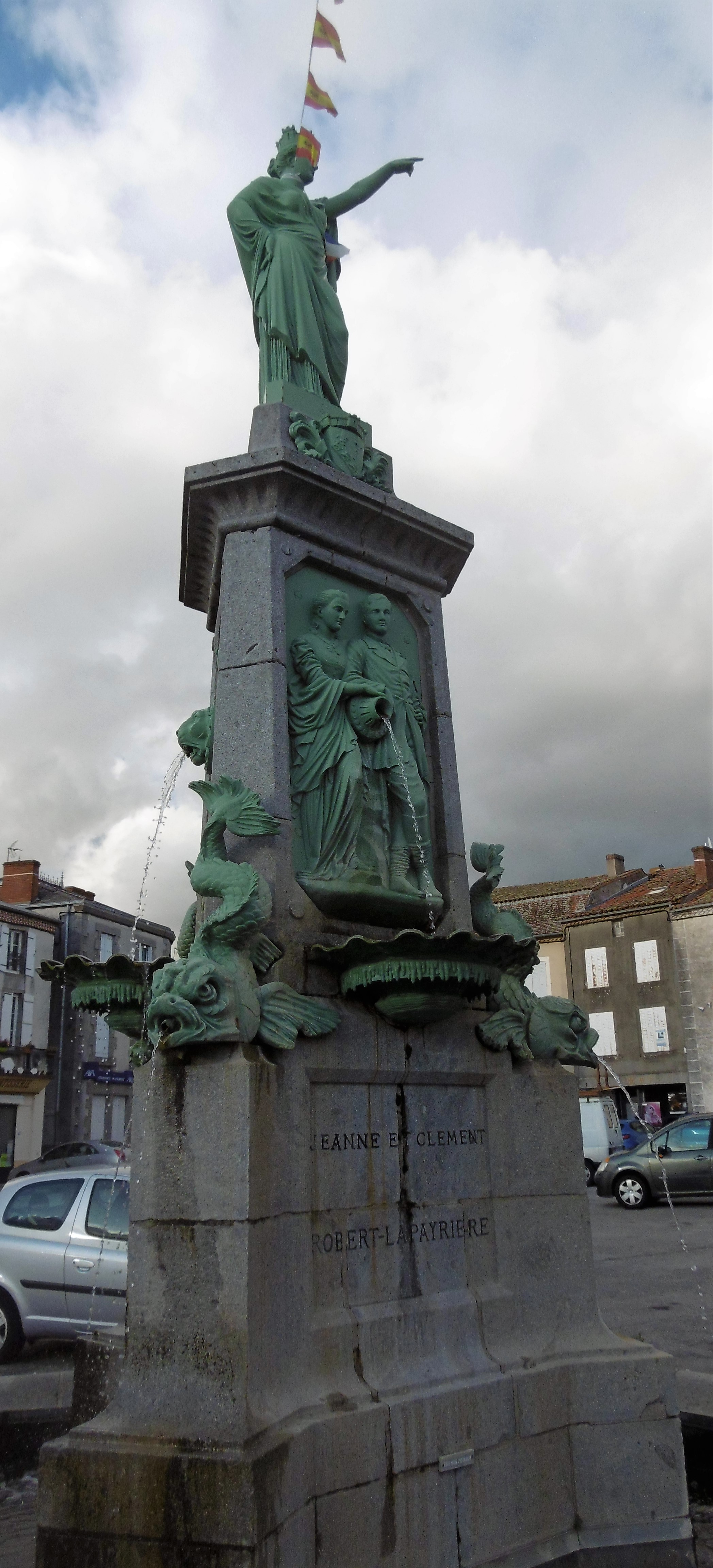
Monument à Jeanne et Clément Robert-Lapayrière (1872), Le Dorat.

- Jeune fille endormie. Statue en plâtre. H. 1 m 45. Salon de 1866 (n° 2653). Poitiers, musée Sainte-Croix. Don de l'auteur.
- Érigone. Statue en plâtre. H. 1 m 68. Salon de 1867 (n° 2152). Poitiers, musée Sainte-Croix. Don de l'auteur.
- Nymphe à la coquille. Statue en plâtre. H. 1 m 70. Poitiers, musée Sainte-Croix. Don de l'auteur.
- Baigneuse. Statue en plâtre. H. 1 m 52. Salon de 1868 (n° 3441). Poitiers, musée Sainte-Croix. Don de l'auteur.
- Les Regrets. Statue en plâtre. H. 1 m. Salon de 1869 (n° 3667). Poitiers, musée Sainte-Croix. Don de l'auteur.
- Dalayrac. Buste en marbre commandé par décision ministérielle du 26 mars 1868, moyennant le prix de 1 600 francs qui fut payé le 22 juin 1870. Ce marbre, destiné au Conservatoire de musique et de danse à Paris, était la reproduction d'un buste fait par Jean-Louis Jaley pour l'Opéra-Comique.
- Sapho. Statue en plâtre. Salon de 1870 (n°4304). Poitiers, musée Sainte-Croix. Don de l'auteur.
- Odysse Barot. Buste en marbre. Salon de 1870 (n°4305).
- M. Bourbeau, ancien ministre. Buste en marbre.
- Le Docteur Pingault. Buste en marbre.
- La Charité. Groupe. Façade du cercle du Commerce à Poitiers.
- Les Arts et l'Industrie. Statues. Façade du cercle industriel à Poitiers.
- L'Abbé Gibault. Buste en marbre. Bibliothèque de Poitiers.
- Boncenne et Allard. Bustes en marbre. École de droit de Poitiers.
- Modèles de douze cariatides et de douze bustes pour la façade du grand hôtel du Palais à Poitiers.
- M. Orillard, ancien maire de Poitiers. Buste en plâtre.
- M. le docteur Jallet. Buste en plâtre.
- Monument à Jeanne et Clément Robert-Lapayrière, dit fontaine Lapayrière, 1872, fontaine monumentale en granit, avec vasques, dauphins, mascarons, bas-reliefs et statue en fonte, 8,50 m. Le Dorat (Haute-Vienne), place de la Fontaine.
- Gay-Lussac (1778-1850). Buste en marbre commandé par l'État. Façade de l'École normale supérieure de Paris. 80 cm. Ce buste a figuré au Salon de 1874 (n° 2705). Le modèle en plâtre a été donné par l'auteur au musée Sainte-Croix de Poitiers.
- Nyse et Bacchus. Groupe en plâtre. Salon de 1875 (n° 2900).

### Publications
- Indicateur archéologique de l'arrondissement de Civrai, Civray, Imprimerie et librairie de P.-A. Ferriol, 1865.
- Avec A. Meillet, Les Époques antédiluvienne et celtique du Poitou, Poitiers, Girardin, 1865.
- « Époques antéhistoriques du Poitou », in: Mémoires de la Société des Antiquaires de l'Ouest, tome XXIX, 1865.